# POLA
株式會社POLA（POLA Inc.），主要事業內容為女用化妝品/保養品的生產及販售。
總公司位於日本東京都品川区西五反田2丁目2番3号。

## 概要
1929年創辦人鈴木忍先生於日本靜岡市創業。1940年成立「POLA化成工業股份有限公司」。
1946年時POLA化妝品事業從POLA化成工業中獨立，並且成立「POLA化妝品總部股份有限公司」。
隨著化妝品的訪問販賣事業成功的同時，針對女性肌膚訂製的保養系列「APEX-i」也廣為人知。
2006年9月成立純粹持股控股公司「POLA ORBIS Holdings」。2007年1月將POLA販售股份有限公司與總公司整合。
同年7月將POLA化妝品總部股份有限公司正式更名為POLA股份有限公司（POLA Inc.）。近年來不僅是訪問販賣，也開始在百貨公司或精品選品店等設立專櫃「POLA CORNER」、與美容護膚中心合作設立「POLA THE BEAUTY」等並致力於店面販售的銷售方式。

## 相關事業
在POLA 對於文化、藝術領域的積極參與下，於 2002 年 9 月由POLA文化研究所及公益財團法人 POLA 美術振興財團在神奈川縣箱根仙石原設立 POLA 美術館（页面存档备份，存于）。1985年正式成立通信販賣部門「ORBIS株式会社（页面存档备份，存于）」，是日本前三大美妝通信販賣品牌之一。
1993年成立子公司「POLA DAILY COSME」，主要產品為在開架通路包括便利店、超市…等進行販售的基礎保養品及日用品。(2005更名為pdc株式會社，2016年轉賣)。另外POLA的事業觸角也擴及食品領域，並曾創立「POLA FOODS株式会社」，現已被朝日 ASAHI BEER 子公司 ASAHI FOOD & HEALTHCARE, LTD收購。

## 其他
2011年10月，POLA將大型巴士改造成移動式精品店「Moving Salon」，開始於日本全國各地巡迴。
2012年6月導入了第二台大型巴士，並於同年公開發表了「美肌縣排名大賞」。
位於五反田的總公司裡的員工餐廳，提供使用有效針對美肌、抗老化等食材・食譜料裡而成的員工午餐，並曾於日本節目「社員食堂巡りツアー」中被介紹。2012年4月發行了介紹員工餐廳裡實際有提供的菜單食譜「POLA的美肌食堂」一書。

## 沿革
- 1929年（昭和4年）：鈴木忍先生於日本靜岡市創業。
- 1940年（昭和15年）：設立POLA化成工業股份有限公司。
- 1946年（昭和21年）：「POLA 化妝品總部股份有限公司」設立（法人化）
- 1954年（昭和29年）：静岡工廠完成。
- 1958年（昭和33年）：進軍香港市場，為POLA首次進駐海外市場。
- 1960年（昭和35年）：POLA大樓於東京銀座完成。進軍美國，開始正始進軍海外。
- 1961年（昭和36年）：橫濱工廠完成、確立量產化體制。成立有限会社不二印刷（現更名為MEDIA GRAPHICS INC.）於印刷事業領域嶄露頭角。
- 1964年（昭和39年）：集合現代科學精華的橫濱研究所完成。
- 1966年（昭和41年）：現地法人泰國POLA股份有限公司成立。
- 1971年（昭和46年）：POLA五反田大樓完成、總公司事務所遷移。並成立POLA不動產株式会社，跨足不動產事業領域。
- 1976年（昭和51年）：成立POLA文化研究所。
- 1977年（昭和52年）：袋井工廠完成。
- 1979年（昭和54年）：為紀念POLA創業50周年，成立POLA美術振興財團。
- 1982年（昭和57年）：於日本全國發售「SAINT BIJOU」，做為健康食品的正式發售開端。
- 1983年（昭和58年）：投入資本至科藥股份有限公司，正式進入醫藥品事業領域。
- 1984年（昭和59年）：成立ORBIS株式會社。正式進入通信販賣事業領域。
- 1986年（昭和61年）：成立POLA GTS Inc.（現・P.O. TECHNO SERVICE）。開始於建物維護事業版圖嶄露頭角。
- 1989年（平成元年）：客製化化妝品「Apex-i」正式於日本全國發售，並開始百貨店事業｡
- 1992年（平成4年）
  - 橫濱中央研究所完成。
  - 11月：成立子公司「POLA DAILY COSME」（現已更名株式会社pdc）正式於開架通路進行販售。
- 1994年（平成6年）：榮獲第 18 屆国际化妆品化学家学会联盟 (IFSCC) 威尼斯大會最優秀賞。
- 1995年（平成7年）：健康科學研究所成立。
- 1996年（平成8年）：(財)成立 POLA 美術振興財團。
- 1997年（平成9年）：静岡工廠、袋井工廠取得「ISO9002」認證。
- 1998年（平成10年）
  - 研發出新藥用美白化妝品成分 魯米諾。
  - 榮獲第 20 屆国际化妆品化学家学会联盟（IFSCC)學術大會坎城大會最優秀賞。
  - 靜岡工廠、袋井工廠取得「ISO9001」認證。
- 2000年（平成12年）
  - 靜岡工廠、袋井工廠取得「ISO14001」認證。
  - 發表企業訊息「Consulting 1st. POLA」。
- 2002年（平成14年）：「新創業宣言」POLA 美術館於箱根‧仙石原開幕、POLA 附屬博物館於銀座開幕。
- 2003年（平成15年）
  - 將專門開發及生產「C's case」「BALANCEUP」「MINTIA」等等食品、飲品的子公司 POLA FOODS 轉賣予朝日 ASAHI BEER 子公司 ASAHI FOOD & HEALTHCARE, LTD。
  - 1月：將20間的銷售子公司合併成POLA 販售股份有限公司。

- 2004年（平成16年）：袋井工廠以綠化優良工廠榮獲內閣總理大臣賞。
- 2005年（平成17年）：融合人與實體店面，「POLA THE BEAUTY」誕生。
- 2006年（平成18年）
  - 9月：成立POLA ORBIS Holding股份有限公司。隔年2007年1月正式轉換成純粹持股控股公司。
  - 12月：成立株式會社ピーオーリアルエステート(P.O. REAL ESTATE)（页面存档备份，存于），繼承不動產事業。
  - 12月：進資FUTURE LABO GROUP（株式会社フューチャーラボ）。並於電視販賣事業版圖嶄露頭角。
- 2007年（平成19年）
  - 1月：成立株式會社decencia（页面存档备份，存于）（ディセンシア）。並開始新化妝品品牌「decencia（页面存档备份，存于）」。
  - 1月：因POLA化成工業的事業分割，成立醫藥品事業股份有限公司「POLA PHARMA（页面存档备份，存于）」。同年4月，POLA化成工業股份有限公司隨著將醫藥品販賣事業轉移至「POLA PHARMA（页面存档备份，存于）」，同時將科藥股份有限公司（页面存档备份，存于）讓渡至「POLA PHARMA（页面存档备份，存于）」。並將「科藥」的營業部門以及新藥承認機能與「POLA PHARMA（页面存档备份，存于）」整合，「科藥」著重於「POLA PHARMA（页面存档备份，存于）」的商品製造。
  - 1月：將 POLA 販售股份有限公司與總公司整合。
  - 3月：與FRANCE ORLANE合資成立了株式會社オルラーヌジャポン(ORLANE JAPAN)（页面存档备份，存于）。
  - 7月：POLA 股份有限公司化妝品總部正式更名為 POLA 股份有限公司。
- 2008年（平成20年）2月：成立株式會社ACRO（页面存档备份，存于）。開始與海外化妝品製造商合作以及致力於開發新品牌以及商品販售。
- 2009年（平成21年）：銀座大樓全新開幕。
- 2010年（平成22年）：POLA ORBIS Holdings 於東京證券買賣市場上正式上市上櫃。
- 2011年（平成23年）：「AAA 宣言」發表企業溝通訊息「Consulting A POLA」
- 2012年（平成24年）：榮獲南非約翰尼斯堡大會 IFSCC POSTER AWARD
- 2014年（平成26年）
  - 静岡工廠和袋井工廠統合。
  - 於第28屆国际化妆品化学家学会联盟（IFSCC)的世界大會巴黎大會中獲得最優秀大賞。
- 2015年（平成27年）：榮獲「多元化經營企業100選」(經濟產業大臣表揚)
- 2016年（平成28年）
  - 株式会社フューチャーラボ（Futurelab,Inc）的全部股份讓渡給株式会社ファーマフーズ（PHARMA FOODS INTERNATIONAL CO., LTD.）。
  - pdc株式會社的全部股份讓渡給株式會社山田養蜂場（页面存档备份，存于）。
  - 展開以「Science. Art. Love.」作為獨立價值的新品牌策略。

## 合作名人
現在
- 米倉涼子（B.A系列）
- 夏木マリ（B.A系列）
- 坂東玉三郎（B.A系列）〜（APEX-i系列）
- 小林麻央（APEX-i、Whitissimo、いっしょに、美白体験<2011POLA White Shot CM>）

- 草刈民代（APEX-i）

過去
- 渡辺美佐子
- はな（ORBIS）
- 高橋マリ子
- 桐島かれん
- 樋口可南子
- 五十嵐淳子
- 眞野あずさ
- 金子信雄・田中小実昌（育毛剤）
- 奥田瑛二（男用POLA產品）
- 安田成美（ORBIS）
- 今井美樹（化粧品）
- 森高千里
- 鷲尾いさ子

## POLA集團企業
- POLA化成工業株式会社（页面存档备份，存于）
- ORBIS株式会社（页面存档备份，存于）
- 株式会社ORLANE JAPAN（页面存档备份，存于）
- 株式会社Decencia（页面存档备份，存于）
- 株式会社ACRO（页面存档备份，存于）
- 株式会社P.O. Real Estate（页面存档备份，存于）
- 株式会社Pola Pharma（页面存档备份，存于）
- 株式会社科薬（页面存档备份，存于）
- 株式会社P.O. Techno Service（页面存档备份，存于）

1. ↑  .   [2017-12-12]. （原始内容存档于2017-12-12）.